# AC Schnitzer
AC Schnitzer z siedzibą główną w Akwizgranie w Niemczech (AC w nazwie wzięło się od tablic rejestracyjnych wydawanych w Akwizgranie) należy do znanych na całym świecie największych firm modyfikujących pojazdy marki BMW. Chociaż Firma ma wspólne korzenie ze Schnitzer Motorsport, która jest znana jako zespół wyścigowy, to jest ona zarówno gospodarczo, jak i prawnie w pełni niezależnym przedsiębiorstwem. AC Schnitzer jest częścią KOHL-Gruppe.

## Marka i produkty
AC Schnitzer założono w 1987. Oferta firmy obejmuje dzisiaj tylko wysokogatunkowy tuning samochodów BMW, oddzielnie firma także ma udział w tuningu części dla motocykli, a także dla Mini i Land Rover. Z oferty można wybrać zarówno pojedyncze komponenty takie jak: podwozie, sportowe układy wydechowe albo felgi z lekkich stopów tak jak i całkowite samochody oraz zestawy poprawiające osiągi dla silników benzynowych i Diesla. Dużą część akcesoriów można kupić bezpośrednio u oficjalnych sprzedawców BMW (738 sprzedawców i 45 z dopuszczeniami). Kosztowne i wymagające dużo pracy przebudowy są przeprowadzane przez wysoko wykwalifikowaną kadrę bezpośrednio w Akwizgranie. Części firmy AC-Schnitzer są dostępne jako towar wyłącznie importowany w ponad 50 krajach. Nowy budynek firmy w Akwizgranie obejmuje poza zakładem ulepszania zatrudniającym 55 pracowników, kilka salonów samochodowych, butików, jak również luksusową restaurację.

## Filozofia i technika

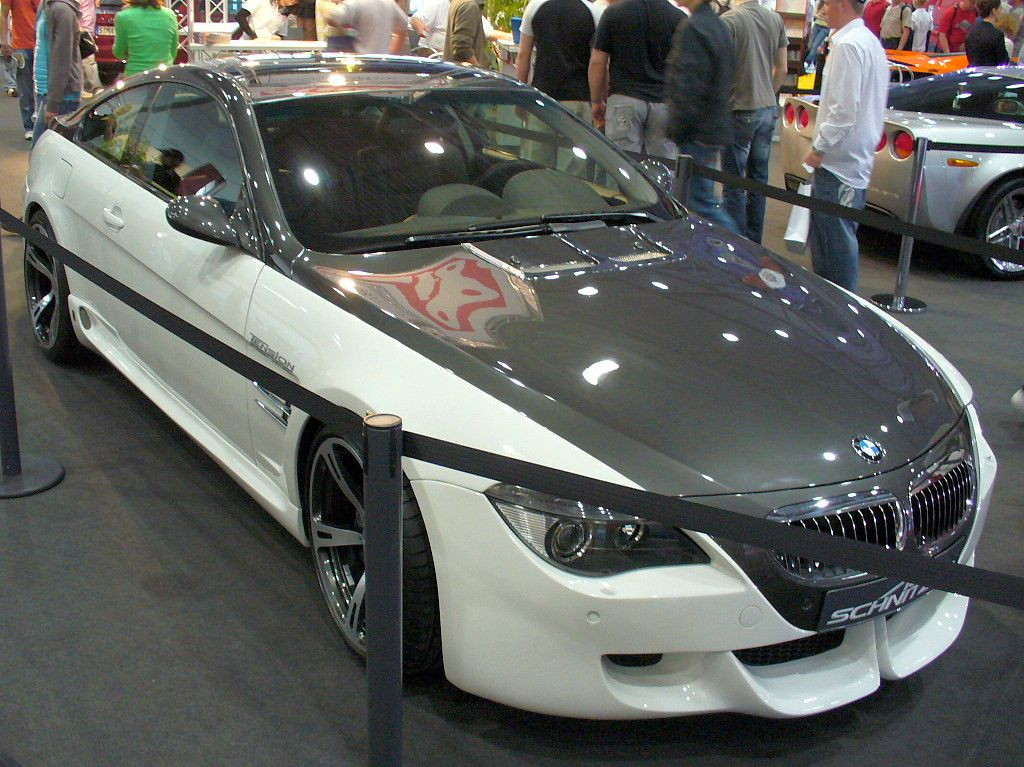
AC Schnitzer Tension 6

AC Schnitzer prezentuje swoje umiejętności w prasie fachowej, a także na targach poprzez zróżnicowane projekty samochodów. Tak na przykład w 2006 projekt „Tension” na bazie BMW M6 na owalnym torze wysokich prędkości we włoskim Nardò otrzymał tytuł „Najszybszy dopuszczony do ruchu ulicznego BMW na świecie”. Bolid o mocy 406 kW (552 KM) osiągnął podczas jazdy testowej prędkość 331,78 km/h. Z powodu tego wyczynu zostało stworzonych 50 sztuk projektu Tension. Tytuł nie pozostał na długo, ponieważ w niedalekim odstępie czasu G-Power wyprodukowało szybszy samochód na bazie BMW M5 o mocy 720KM. Inny projekt GP3.10 GAS POWERED stworzony na bazie BMW 335i Coupé, również na torze Nardò osiągnął 318,1 km/h. Tym razem projekt otrzymał tytuł „Najszybszy samochód na świecie napędzany na LPG”.
W swoich samochodach, AC Schnitzer szczególną uwagę przywiązuje do zrównoważonego wkładu elementów w efekt końcowy. Maksymalna możliwa moc silnika nie jest podstawowym celem. Wysokie osiągi na drodze muszą być osiągnięte bez strat bezpieczeństwa lub niezawodności. Właśnie dla tego AC Schnitzer daje gwarancję do dwóch lat na tuning osiągów nowych samochodów. Firma przeprowadza tuning chipu, a także wykonuje pomiary, żeby upewnić się o bezpieczeństwie i niezawodności skrzyni biegów w każdym momencie, włączając w to również warunki maksymalnego obciążenia.

## Produkty
Głównym produktem AC Schnitzer są części podwozia, które są regulowane na torze Nürburgring. Firma skupia się przede wszystkim na komforcie. Poza częściami podwozia przedsiębiorstwo produkuje również felgi z lekkich stopów metali o wielkości do 22 cali.
Kolejnymi produktami są części poprawiające aerodynamikę. Tutaj na pierwszym planie stoją nie tylko odczucia optyczne, lecz również bezpieczeństwo jazdy na przykład w wyniku zmniejszenia siły unoszącej.
AC Schnitzer produkuje również części dla wnętrza samochodu. Używa się przy tym materiałów takich jak aluminium, skóra, włókna węglowe. Do części wykonanych z tych materiałów zaliczają się elementy obsługiwane takie jak: kierownice, pedały i dźwignia hamulca ręcznego, jak również tapicerka, a także przeróbki na specjalne życzenia klienta.